# Comuna Vințu de Jos, Alba
Vințu de Jos (în maghiară: Alvinc, în germană: Unter-Winz) este o comună în județul Alba, Transilvania, România, formată din satele Câmpu Goblii, Ciocașu, Crișeni, Dealu Ferului, Gura Cuțului, Hațegana, Inuri, Laz, Mătăcina, Mereteu, Pârău lui Mihai, Poienița, Stăuini, Valea Goblii, Valea lui Mihai, Valea Vințului, Vințu de Jos (reședința) și Vurpăr.
Este nod feroviar al Magistralei CFR 200, unde aceasta se intersectează cu linia secundară 200A, astfel că la Vințu de Jos se interesectează liniile ferate care conduc către Alba Iulia, Orăștie și Sebeș.

## Demografie
Componența etnică a comunei Vințu de Jos
     Români (91,61%)
     Alte etnii (1,46%)
     Necunoscută (6,93%)
Componența confesională a comunei Vințu de Jos
     Ortodocși (84,75%)
     Penticostali (2,46%)
     Greco-catolici (1,38%)
     Romano-catolici (1,32%)
     Alte religii (2,56%)
     Necunoscută (7,54%)
Conform recensământului efectuat în 2021, populația comunei Vințu de Jos se ridică la 4.923 de locuitori, în creștere față de recensământul anterior din 2011, când fuseseră înregistrați 4.801 locuitori. Majoritatea locuitorilor sunt români (91,61%), iar pentru 6,93% nu se cunoaște apartenența etnică. Din punct de vedere confesional, majoritatea locuitorilor sunt ortodocși (84,75%), cu minorități de penticostali (2,46%), greco-catolici (1,38%) și romano-catolici (1,32%), iar pentru 7,54% nu se cunoaște apartenența confesională.

## Politică și administrație
Comuna Vințu de Jos este administrată de un primar și un consiliu local compus din 15 consilieri. Primarul, Simona-Maria Cazan[*], de la Partidul Social Democrat, este în funcție din 1 noiembrie 2024. Începând cu alegerile locale din 2024, consiliul local are următoarea componență pe partide politice:
|  | Partid                          | Consilieri | Componența Consiliului | Componența Consiliului | Componența Consiliului | Componența Consiliului | Componența Consiliului |
|  | ------------------------------- | ---------- | ---------------------- | ---------------------- | ---------------------- | ---------------------- | ---------------------- |
|  | Partidul Național Liberal       | 5          |                        |                        |                        |                        |                        |
|  | Partidul Social Democrat        | 5          |                        |                        |                        |                        |                        |
|  | Alianța pentru Unirea Românilor | 4          |                        |                        |                        |                        |                        |
|  | Uniunea Salvați România         | 1          |                        |                        |                        |                        |                        |

## Monumente

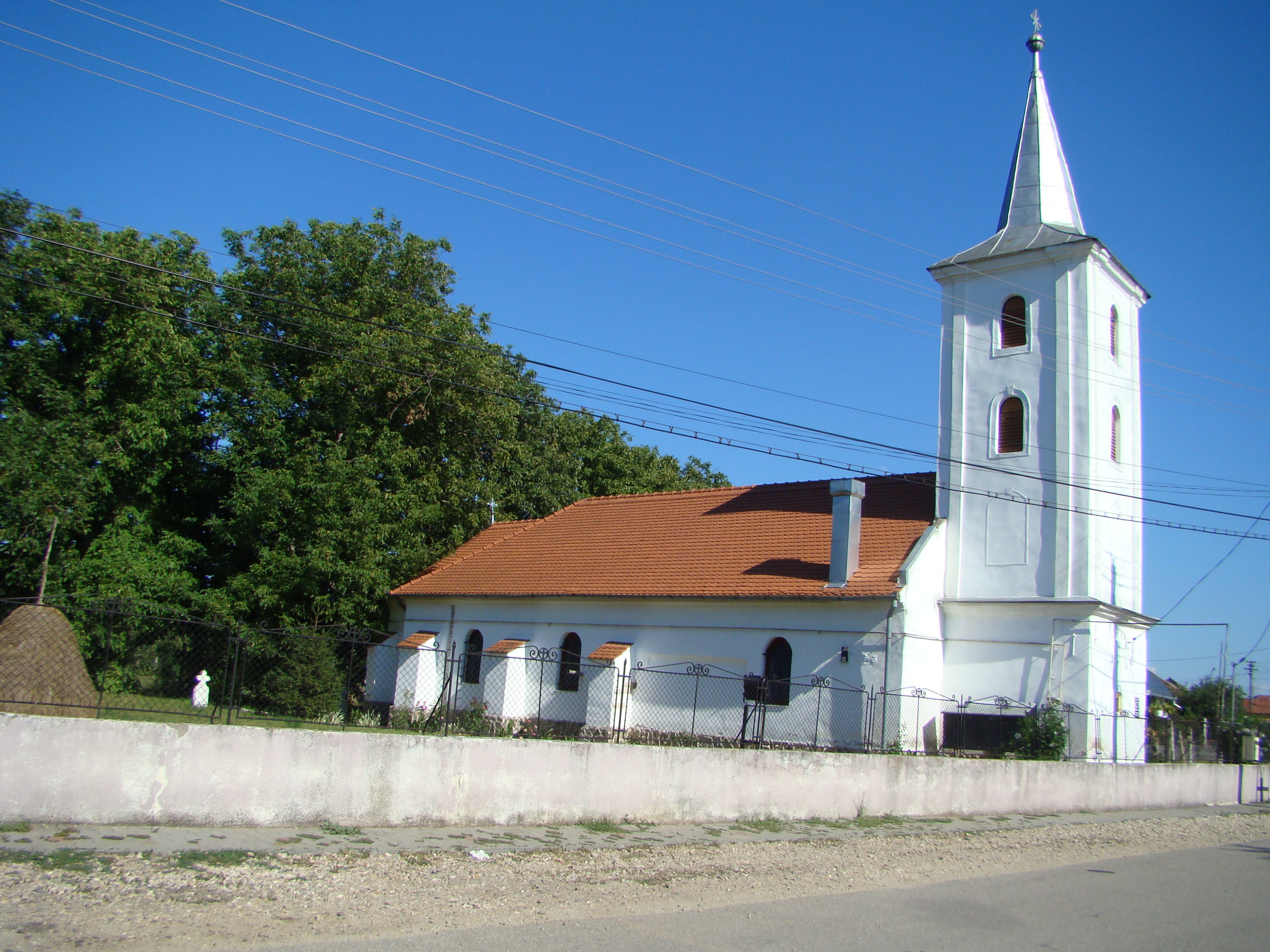
Biserica „Adormirea Maicii Domnului” din satul Vințu de Jos (monument istoric)

- Biserica ortodoxă "Sfântul Nicolae" din satul Vurpăr
- Biserica reformată-calvină fortificată din Vurpăr, construcție din secolul al XV-lea
- Biserica evanghelică din Vințu de Jos, construcție secolul al XIII-lea
- Biserica ortodoxă "Adormirea Maicii Domnului" din Vințu de Jos, construcție secolul al XVIII-lea
- Biserica ortodoxă "Cuvioasa Paraschiva" din satul Inuri
- Biserica ortodoxă "Pogorârea Sfântului Duh" din satul Vințu de Jos, construcție secolul al XIX-lea
- Ruinele cetății Vurpăr (Zebernic), construcție secolul al XIII-lea
- Castelul Martinuzzi, din satul Vințu de Jos, construcție secolul al XVI-lea
- Fosta mănăstire franciscană din Vințu de Jos
- Monumentul Eroilor din Vințu de Jos

## Personalități
- Ștefan Pongrácz (1683-1619), călugăr iezuit;
- József Alvinczi (1735–1810), feldmareșal imperial;
- Augustin Caraban (1878-1961), deputat supleant al cercului electoral Vințul de Jos, la Adunarea Națională de la Alba Iulia din 1 decembrie 1918.